# Museo diocesano (Catania)
Il museo diocesano di Catania ha sede nel Palazzo del Seminario dei Chierici attiguo alla cattedrale di Sant'Agata.
Dal museo si accede sia alle terrazze del succitato palazzo e di Porta Uzeda, da cui si possono ammirare due panorami: da un lato Piazza del Duomo di Catania con la Fontana dell'Elefante e Via Etnea con il vulcano Etna sullo sfondo; dall'altro, le mura di Carlo V, il Porto di Catania con gli Archi della Marina fino al Castello Ursino.
Sempre dal museo si accede anche al complesso sotterraneo delle Terme Achilliane, un viaggio nelle viscere della città, dove scorre il fiume Amenano le cui acque risalgono in superficie nella vicina Fontana dell'Amenano fra la suddetta Piazza del Duomo e Piazza Alonzo di Benedetto, dove c'è la pescheria.

## Museo
Il museo è strutturato in due distinte sezioni che comprendono, la prima, gli arredi sacri della cattedrale di Catania e la seconda, arredi provenienti da altre chiese della città e da chiese della provincia etnea. Quest'ultima sezione comprende anche la pinacoteca inserita nel museo.
L'ambiente espositivo è suddiviso su quattro piani oltre ad un ambiente a piano terra che contiene il fercolo di Sant'Agata, in argento finemente cesellato.
Consta di nove sale suddivise nei quattro piani:

### Piano terra
Ingresso, bar e Sala 9 - ambiente dove è custodito il fercolo di sant'Agata o come detto dai catanesi  'a vara, altrimenti detto Casa Vara.

### Piano primo
Sala audiovisivi.

### Piano secondo
- Sala 1 - La sala contiene alcuni reperti marmorei risalenti ad epoche che vanno dalla fondazione della Cattedrale (1069) al terremoto del 1693 che rase al suolo Catania. Sono inoltre contenuti altri cimeli in oro e argento.
  - Spadino, appartenuto a Ludovico d'Aragona.

- Sala 2 - Nella sala è custodito il tesoro della Cattedrale, per la maggior parte risalente al XVIII secolo e seguenti, visto che i tesori precedenti andarono quasi completamente dispersi nel terremoto del 1693. Esso è costituito da arredi liturgici, reliquiari, calici, pissidi e ostensori, oltre a bastoni pastorali ed altri accessori religiosi.
  - 1576, Reliquario, manufatto argenteo a forma di braccio contenente reliquie di San Giorgio.
  - XVI secolo, Reliquario, manufatto argenteo a forma di busto contenente reliquie di San Cataldo.

- Sala 3 - Questa sala conserva i paramenti liturgici dei vescovi e cardinali che sono stati a capo dell'arcidiocesi di Catania, anche qui prevalentemente quelli che lo furono dopo il terremoto di cui si è detto.

- Sala 4 - Qui sono custoditi cimeli riguardanti sant'Agata e antichi vestimenti sacri legati alle celebrazioni agatine.
  - ?, pallio preziosissimo opera dell'artista Saverio Corallo.
  - XVIII secolo, Paliotti, manufatti argentei
  - XVIII secolo, Candelieri, Domenico Juvarra.
  - XVI secolo, Lamine argentee appartenenti al primitivo fercolo.
  - XVIII secolo, Cammaredda, ricostruzione ed elementi della primitiva Cammaredda di Sant'Agata.
  - XVI secolo, Reliquario, manufatto argenteo a forma di busto contenente reliquie di Sant'Agata.

### Piano terzo
- Sala 5 - La sala o Cappella del Seminario  ospita ritratti e busti marmorei dei vescovi succedutisi negli ultimi due secoli oltre a cimeli di loro oggetti personali.
  - XX secolo, Ritratto del beato cardinale Giuseppe Benedetto Dusmet, dipinto realizzato da Emanuele di Giovanni.
  - XX secolo, Ritratto del cardinale Giuseppe Francica-Nava de Bondifè, dipinto realizzato da Alessandro Abate.
  - 1994, Sedia e Inginocchiatoio, arredi utilizzati da Papa Giovanni Paolo II durante la visita nella diocesi etnea.

- Sala 6 - In questa sala sono esposti oggetti sacri e arredi provenienti da altre chiese della diocesi.
  - 1664, busto di San Giuliano, opera dell'argentiere messinese Didaco Rizzo su commissione della badessa suor Girolma Gioieni, proveniente dal monastero di San Giuliano.
  - 1729, Paliotto con l'Assunzione della Vergine fra Davide e Salomone, realizzato in argento con inserti in pietre dure dall'argentiere messinese Francesco Martinez.

- Sala 7 - Ambiente destinato a pinacoteca, ospita dipinti realizzati nel periodo compreso dal XIV secolo al XX secolo.
  - 1740, Adorazione dei Magi, olio su tela proveniente dal palazzo dell'Arcivescovado, opera di Luigi Borremans.
  - 1790, Sacra Famiglia, olio su tela commissione del monaco De Leyva per la chiesa di San Nicolò l'Arena, opera Antonio Cavallucci.
  - 1629, Gesù Cristo crocifisso, olio su tela, Mario Minniti.
  - 1784, Santa Lucia, olio su tela, di Francesco Gramignani Arezzi.
  - XVI secolo, Sacra Famiglia, dipinto su tavola, opera di Bernardino Nigro.
  - ?, Pentimento di San Pietro, dipinto, opera proveniente dalla chiesa di Santa Maria di Monserrato.
  - XVIII secolo, Vergine, San Giovanni e la Maddalena ai piedi della croce, olio su tela, opera proveniente dalla chiesa di San Giuseppe al Transito, realizzata da Olivio Sozzi.
  - XVIII secolo, Sant'Isidoro Agricola che fa scaturire l'acqua, olio su tela di Matteo Desiderato proveniente dalla chiesa di Santa Maria della Palma.

### Piano quarto
- Sala 8 - La sala custodisce arredi lignei, ori e argenti e paramenti sacri provenienti da altre chiese dell'arcidiocesi.

### Terrazzo
Dal terrazzo si gode una vista panoramica sulla Catania barocca e dell'Etna sullo sfondo di via Etnea.